# 薩德伯里微中子觀測站
薩德伯里微中子觀測站（英語：Sudbury Neutrino Observatory，缩写为）是位於加拿大安大略省薩德伯里2100米深的镍矿中的中微子觀測站。因為對於中微子振盪的發現做出重大貢獻，SNO實驗主任阿瑟·麥克唐納榮獲2015年諾貝爾物理學獎。薩德伯里微中子觀測站的建立是為了要研究太陽中微子問題。觀測站的中微子探測器主要是用來探測太陽中微子，通過它們與重水的相互作用。探測器從1999年5月開始啟用，直到2006年11月為止。雖然探測器已停止運作，在未來數年中，SNO團隊仍會繼續分析在那段時期獲得的數據。現今（2015年），已被擴充的地下實驗室仍舊繼續被用來進行其它SNOLAB實驗。SNO的設備正在整修，準備未來用於SNO+實驗。

## 實驗動機
早於1960年代，就已有實驗獲得關於太陽中微子抵達地球的測量數據。在SNO實驗之前，所有實驗都只觀測到大約為標準太陽模型所預測的中微子數量的1/3至1/2。這效應被稱為太陽中微子問題。幾十年來，很多理論被提出來解釋這效應。其中一個是中微子振盪假說。
1984年，爾灣加州大學物理學教授赫伯特·陳最先指出，重水是製作太陽中微子探測器的優良材料。與其它先前探測器不同，使用重水為材料的探測器能夠感受到兩種反應，一種會感受到所有風味的中微子，另一種只會感受到電中微子，因此，這探測器可以直接測量中微子振盪。薩德伯里的科瑞頓礦井是全世界最深的礦之一，背景輻射非常低，因此很快地就被確認為安置赫伯特·陳所提議的實驗的理想地點。同年，SNO團隊舉行第一次會議。1990年，實驗計畫正式被批准。
在這實驗裏，當中微子與重水相互作用時，會出現相對論性電子以高速度移動經過重水，因切连科夫效应而產生藍色光錐。中微子探測器可以直接探測到這藍色光波。

## 探測器細節
SNO探測器的主要部分是一个直径12米的球形容器，里面装有1000吨重水，容器壁用丙烯酸脂制成，厚度为5厘米，在容器的外面有一個直徑17米的測地球，在測地球裏面安装了9600个光电倍增管，用於探测切连科夫辐射。為了給予浮力與輻射屏蔽，整个探测器浸泡在直徑22米34米高的装满普通水的圆柱形腔中，在全世界裏，這麼深的地下腔之中，這是最大的地下腔，為了預防岩爆，需要使用高功能锚杆支护技術。安装在安大略省薩德伯里的科瑞頓礦井裏，深度达到2100米，这样做的目的是利用地层对宇宙线进行屏蔽，以减轻干扰。
SNO的控制室與設備室都維持在潔淨室狀況。整個設施大部分維持在級別 3000標準的潔淨度，即尺寸不小於1 μm的粒子少於3000個每1 m3空氣；載有探測器的圓柱形腔維持在級別 1000標準的潔淨度。

### 電性流相互作用
在電性流相互作用裏，中微子將重氫裏的中子變為質子，並且釋出一個電子：
{\displaystyle \nu _{e}+d\to p+p+e}；
其中，{\displaystyle \nu _{e}}是電微中子，{\displaystyle d}是重氫，{\displaystyle p}是質子，{\displaystyle e}是電子。
太陽中微子的能量小於緲子與陶子的質量，因此只有電中微子能夠參與反應。釋出的電子會帶走中微子的大部分能量，由於這能量相當強大，電子會以相對論性速度被發射出來。由於這速度大於光子移動於水中的速度，因此會產生切连科夫辐射，可以被光电倍增管探測到，而輻照度則與入射中微子的能量呈正比。釋出的電子朝著所有方向發射，但它們稍微比較青睞朝著中微子源的方向發射。標準太陽模型預言，SNO實驗每日大約會發生30個電性流事件。

### 中性流相互作用
在中性流相互作用裏，中微子離解了重氫，將其分裂成中子、質子：
{\displaystyle \nu _{x}+d\to p+n+\nu _{x}}；
其中，{\displaystyle \nu _{x}}是任意一種中微子，{\displaystyle n}是中子。
中微子因此會失去一些能量，但仍舊繼續存在。三種中微子參與這相互作用的可能性都相同。中子的捕獲截面會隨著中子的慢化而增加。隨著中子接連地散射於重水，中子的能量會降低，速度越來越慢，最終會被水的原子核捕獲，同時發射出伽瑪射線，其與電子發生散射，傳輸能量給電子，從而產生可被探測的切连科夫輻射。慢化過程摧毀了所有能量信息與方向信息。SNO實驗發展出兩種方法來改善探測效率。一種方法使用氦-3正比計數器，另一種方法使用氯鹽。標準太陽模型預言，SNO實驗每日大約會發生30個中性流事件。:28

### 電子彈性散射
在電子彈性散射裏，中微子與束縛於原子裏的電子發生碰撞：
{\displaystyle \nu _{x}+e\to \nu _{x}+e}。
在這過程裏，中微子會傳輸給電子一些能量。所有三種中微子都能參與這相互作用，這是通過交換中性Z玻色子，電中微子也可通過交換電性W玻色子參與這相互作用，這使得電中微子的反應截面增加6至7倍。因此，電子彈性散射的主要參與者是電中微子。由於這相互作用就好似撞球的相對論性版本，生成的電子的移動方向通常會與中微子移動方向一樣（朝著遠離太陽的方向）。由於這種相互作用發生在束縛於原子的電子，它在重水與輕水都會發生。標準太陽模型預言，SNO實驗每日大約會發生3個電子散射事件。:28

## 實驗結果與影響
2001年6月18日，SNO首次發表科學結果，首先給出中微子振盪的明確證據。這結果意味著中微子的質量不等於零。SNO觀測到的所有中微子的總通量符合理論預言。之後，更多SNO實驗結果確定與改善原本結果。
雖然超級神岡探測器捷足先登，早在1998年就發表中微子振盪的證據，它的結果並非終極結果，並且不是專注於觀測太陽中微子。SNO的結果首先直接展示太陽中微子的震盪。對於標準太陽模型，這結果具有關鍵性作用。SNO發表的兩篇論文已被引用超過1,500 次，另外兩篇論文也已被引用超過750次，從此可以知悉SNO結果在這領域所造成的重大影響。2007年，富蘭克林學院頒授物理學的富蘭克林獎章給SNO主任阿瑟·麥克唐納由於「發現了微中子震盪，並因此證明了微中子具有質量」，麥克唐納分享2015 年諾貝爾物理學獎。

## 更多功能
當SNO探測器工作時，它可以探測到發生於銀河系內的超新星。由於中微子的釋出時間會比光子早很多，天文團體可以提早警覺到超新星光學事件將會發生。SNO是超新星早期預警系統（SNEWS）的創始成員之一。尚未發生任何超新星預警事件。
SNO實驗能夠觀測到宇宙射線與在大氣層產生的大氣中微子。與超級神岡探測器相比較，由於SNO探測器的尺寸大小比較有限，能量低於1 GeV的宇宙射線中微子信號不具有統計顯著性。 

## 參閱
- 薩德伯里微中子觀測站實驗室
- SNO+（英语：SNO+）